# Sylvie Kinigi
Sylvie Ntigashira, més coneguda com a Sylvie Kinigi (Mugoyi, província de Bujumbura, 24 de novembre de 1952), és una economista i política burundesa. Va ser Primera Ministra del 10 de juliol de 1993 fins al 7 de febrer de 1994, essent la primera dona a ocupar el càrrec, i en moments crítics de la història del país.
A l'octubre de 1993 va ser assassinat el president escollit democràticament, Melchior Ndadaye, juntament amb sis dels seus ministres per rebels militars tutsi. Kinigi va poder salvar la vida i després de sis dies crítics va assumir les funcions presidencials de manera interina del 27 d'octubre de 1993 fins al 5 de febrer de 1994.

## Biografia
Sylvie Ntigashira va néixer a Mugoyi, província de Bujumbura en el si d'una família tutsi. El seu pare era comerciant i la seva mare conreava la terra i mantenia la llar. Sylvie és la tercera de sis fills. La gran era dona i va haver d'ajudar la seva mare, però Sylvie va poder anar a escola. Després d'estudiar primària i secundària amb les religioses de la parròquia d'Ijenda es va matricular a la Facultat de Ciències Econòmiques de la Universitat de Burundi, on es va graduar el 1975 en l'especialitat de Crèdit bancari. El 1990 va obtenir un diploma d'estudis superiors en Banca i finances del Centre Internacional de Formació de la Professió Bancària de París. El mateix any va tornar a Burundi i va ser contractada pel Banc Central BRB (Banc de la República de Burundi), on va dirigir el departament de Recerca i Estadística (1990-1991) amb el punt focal del Fons Monetari Internacional i el Banc Mundial a Burundi. De 1991 a 1993 va estar al capdavant del Programa d'Ajust Estructural en l'equip del primer ministre.
També va dirigir una secció de districte de la Unió de Dones Burundeses (UFB) de Bujumbura, integrada en el moviment del partit únic Unió per al Progrés Nacional, Uprona, del comitè central del qual va ser membre en el moment de l'arribada al poder de Pierre Buyoya, el 1987.
Al juny de 1993 Burundi va organitzar les primeres eleccions plurals i democràtiques i, després de la victòria del Front per a la Democràcia a Burundi (Frodebu), amb el jove líder de l'oposició Melchior Ndadaye, de 40 anys, al capdavant, aquest fou elegit President de Burundi i acabà amb dècades de règims autoritaris de partit únic dominat per la minoria tutsi del partit Unió per al Progrés Nacional. Va nomenar un gabinet de govern amb la representació de dos terços de membres hutus i un terç de tutsis. Sylvie Kinigi va ser nomenada Primera Ministra. Ndadaye la coneixia perquè tots dos havien estudiat gestió econòmica a principis dels 90 en els mateixos centres de formació a París (Conservatoire National des Arts et Métieres, Centre International de Formation de la Profession Bancaire et Institut Technique de Banque). En l'estratègia del president Ndadaye hi havia la idea de formar un govern representat per les dues principals ètnies de Burundi i desenvolupar una política que no fos rupturista. Ell era hutu, la candidatura de Kinigi, d'ètnia tutsi, semblava estratègica. D'altra banda, en la veïna Ruanda Juvénal Habyarimana acabava de nomenar Agathe Uwinlingiyimana al capdavant del govern transitori; tot i que alguns partidaris van recriminar a Ndadaye el nomenament de Kinigi per formar part de la Unió per al Progrés Nacional durant anys en el poder. Sylvie Kinigi es convertia així en la primera dona a assumir el càrrec de primera ministra de Burundi.

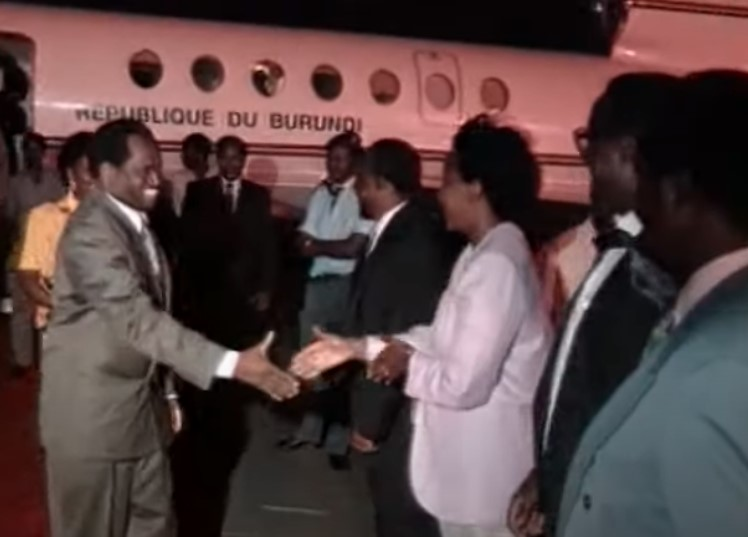
El president Ndadaye donant la mà a la primera ministra Kinigi a l'aeroport de Bujumbura, el 1993

Cent dies després del seu nomenament, el 21 d'octubre, el palau presidencial fou atacat per insurgents tutsis en un intent de cop d'estat. El president Ndadaye era assassinat a cops de baioneta, al costat de sis dels seus ministres. Va ser l'inici de la Guerra Civil de Burundi: esclatava una violència ètnica generalitzada. Kinigi i altres altes autoritats del govern es van refugiar en l'ambaixada francesa, des d'on ella va continuar emetent directrius sobre la política del govern com l'oficial civil de més alt rang quees mantenia viu després de l'intent de cop d'estat, i van sobreviure al caos. Després d'uns quants dies, Kinigi va aconseguir reunir 15 dels 22 ministres per continuar governant, assumint també de manera interina la presidència del país. El seu càrrec es va veure reforçat quan Pierre Buyoya i Jean Baptiste Bagaza, expresidents militars, van donar el seu suport al govern.
Al gener de 1994, el Parlament va escollir Cyprien Ntaryamira, exministre d'Agricultura, per a assumir la presidència durant el període en què l'hagués hagut d'assumir Ndadaye. El nomenament de Ntaryamira, d'ètnia hutu, va generar descontentament entre la població tutsi. Malgrat això, Kinigi va reconèixer Ntaryamira com a president, però va dimitir com a primera ministra quan aquest va assumir-ne el càrrec. Després de rebre crítiques, atacs i amenaces Kinigi va abandonar el país. Al febrer de 1994 va ser reemplaçada en el càrrec de primera ministra pel tutsi Anatole Kanyenkiko.
Kinigi va retornar a la seva feina en la gestió bancària com a número dos del Banc Comercial de Burundi (Bancobu). Posteriorment va reprendre la carrera professional internacional, primer a la UNESCO, a París, després en el Programa de les Nacions Unides per al Desenvolupament, sent representant a Guinea Equatorial, el Camerun i el Senegal. Posteriorment va treballar com a representant especial del secretari general de les Nacions Unides per a la regió dels Grans Llacs a Nairobi.
Va tornar a Burundi el 2008 com a consultora independent en el sector econòmic i va assenyalar el seu interès per treballar fent costat a les dones de Burundi en l'accés a la propietat i la propietat de la terra.
Fins a 2005 cap dona havia estat en primera línia del govern a Burundi. Després de la victoria del Consell Nacional per a la Defensa de la Democràcia-Forces per a la Defensa de la Democràcia (CNDD-FDD) es va nomenar Alice Nzomukunda, succeïda per Marina Barampama com a segona vicepresidenta de la République, i Immaculé Nahayo, presidenta de l'Assemblea Nacional. El 2011, segons un estudi del PNUD, les dones ocupaven menys del 20% dels 326 càrrecs d'alts funcionaris en el si de l'administració central i les empreses públiques.
El 2014, en una entrevista, Kinigi defensava la necessitat de reforçar el pluralisme polític, que considera «un procés irreversible», i denunciava la por de la població i l'augment de la intolerància entre les formacions polítiques en situació similar al període que ella va viure com a primera ministra entre 1993 i 1994.

## Vida personal
Als 19 anys, el 1973, es va casar amb un acadèmic burundès, Firmin Kinigi, que va morir el 1993 i amb qui va tenir cinc fills i filles. Sent d'ascendència tutsi, es va casar amb un home hutu.

## Publicacions
- Rapport sud le Développement Humain au Bénin (2003) PNUD